# Estadi Ferencváros
L'Estadi Ferencváros, o Ferencváros Stadion, anomenat Groupama Arena per patrocini, és un estadi d'usos múltiples a Budapest, Hongria i seu del Ferencvárosi Torna Club. Amb una capacitat de 23.698 espectadors, és el segon estadi més gran d'Hongria després del Puskás Aréna. L'estadi es troba on era l'Estadi Flórián Albert, antic estadi del club, que va ser demolit el 2013.
El 10 d'agost de 2014, el Ferencvárosi va jugar el primer partit contra Chelsea FC. El primer gol en el nou estadi va ser marcat per Zoltán Gera en el minut 17. Tanmateix, en la segona meitat Ramires i Fàbregas van fer gol donant com a resultat la desfeta per 2-1 al nou estadi per a l'equip local.

## Referències

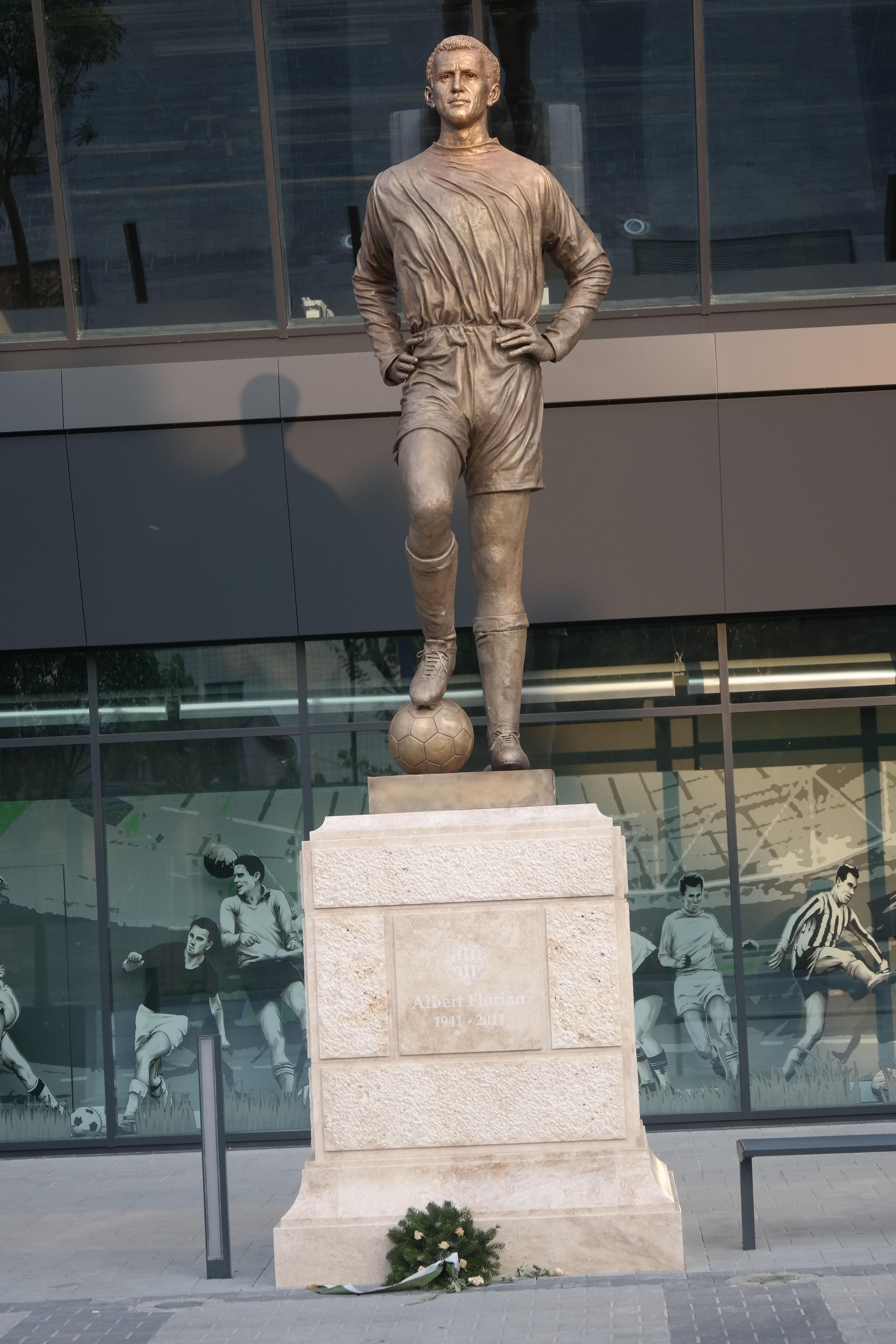
Estàtua de Flórián Albert a l'entrada de l'estadi
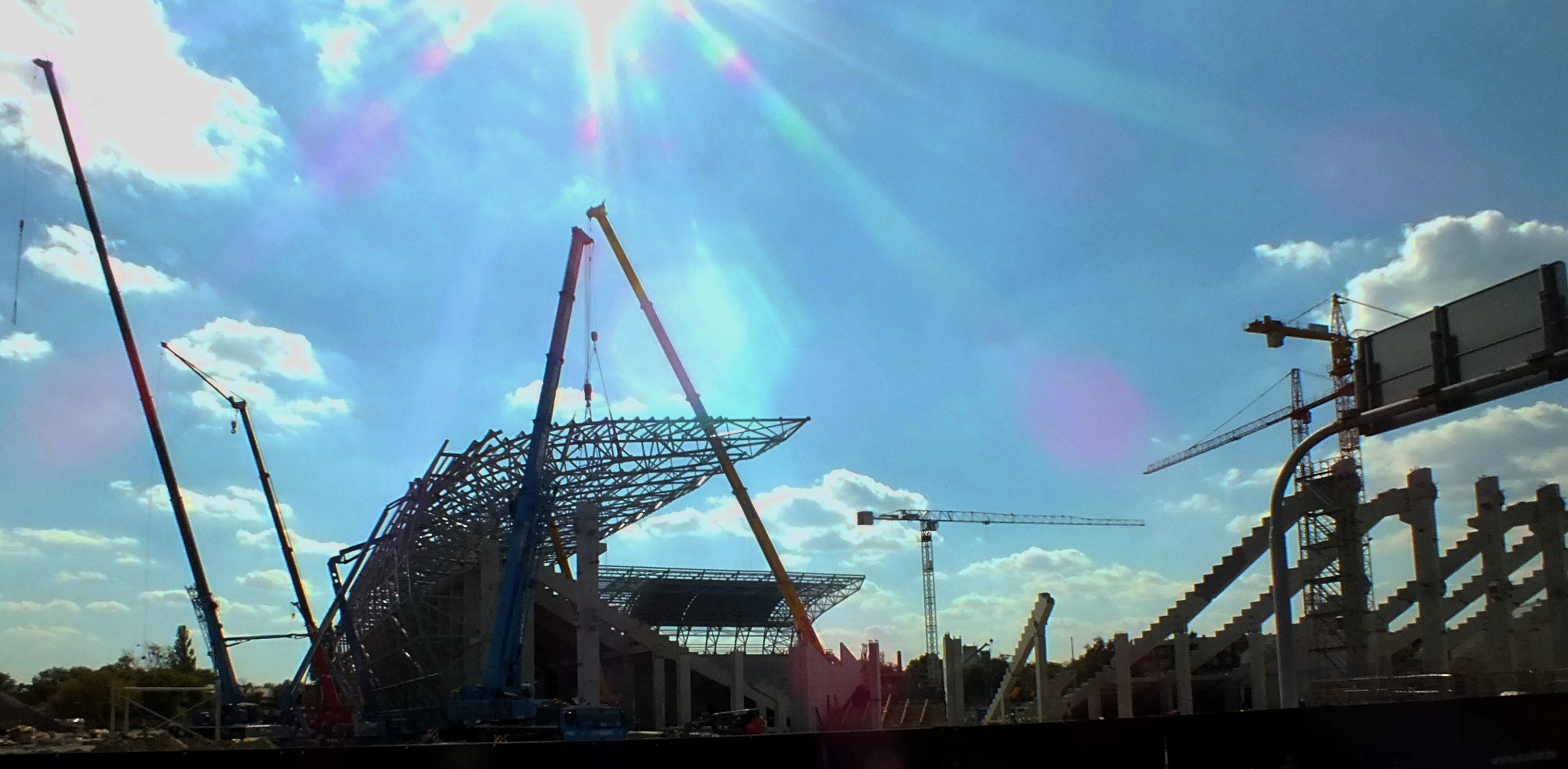
Construcció de l'estadi
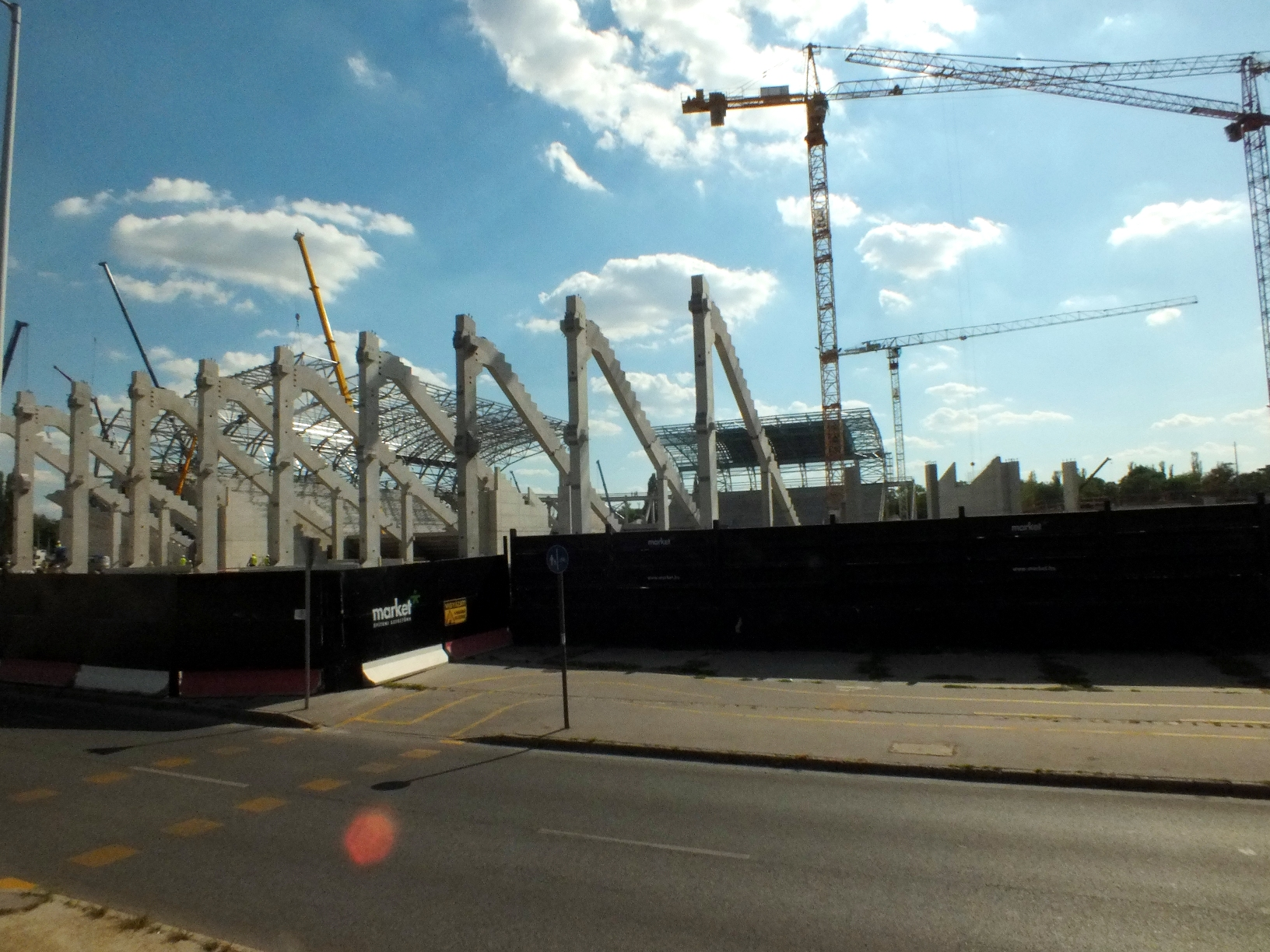
Construcció de l'estadi